# Mérou couronné
Espèce
Statut de conservation UICN

 LC A4d : Préoccupation mineure
Le Mérou couronné (Epinephelus guttatus) est un poisson marin appartenant à la famille des Serranidae.
Son aire s'étend de la Caroline du Nord à Paraïba.